# Camponotus dewitzii
Camponotus dewitzii é uma espécie de inseto do gênero Camponotus, pertencente à família Formicidae.